# Tunnel 't Zand
De Tunnel 't Zand is een verkeerstunnel in het centrum van de Belgische stad Brugge. De tunnel is onderdeel van de kleine ring (R30) en loopt onder 't Zand door. In de tunnel zijn er afritten naar een ondergrondse parkeergarage die plaats biedt aan 1435 wagens.
De bouw van de tunnel en de parking onder 't Zand startte in 1978 en werd voltooid in 1982. De tunnel kostte in totaal 379 miljoen BEF (€ 9,4 miljoen). De tunnel werd plechtig opengesteld op 30 september 1982 door toenmalig burgemeester Frank Van Acker.
Tunnel 't Zand · Boeverietunnel · Gistelse-Steenwegtunnel · Koning Albert I-laantunnel · Koningin Astridlaantunnel · Legewegtunnel · Paolatunnel · Torhoutse-Steenwegtunnel · Tunnel Kolvestraat